# アイルランド風豚足

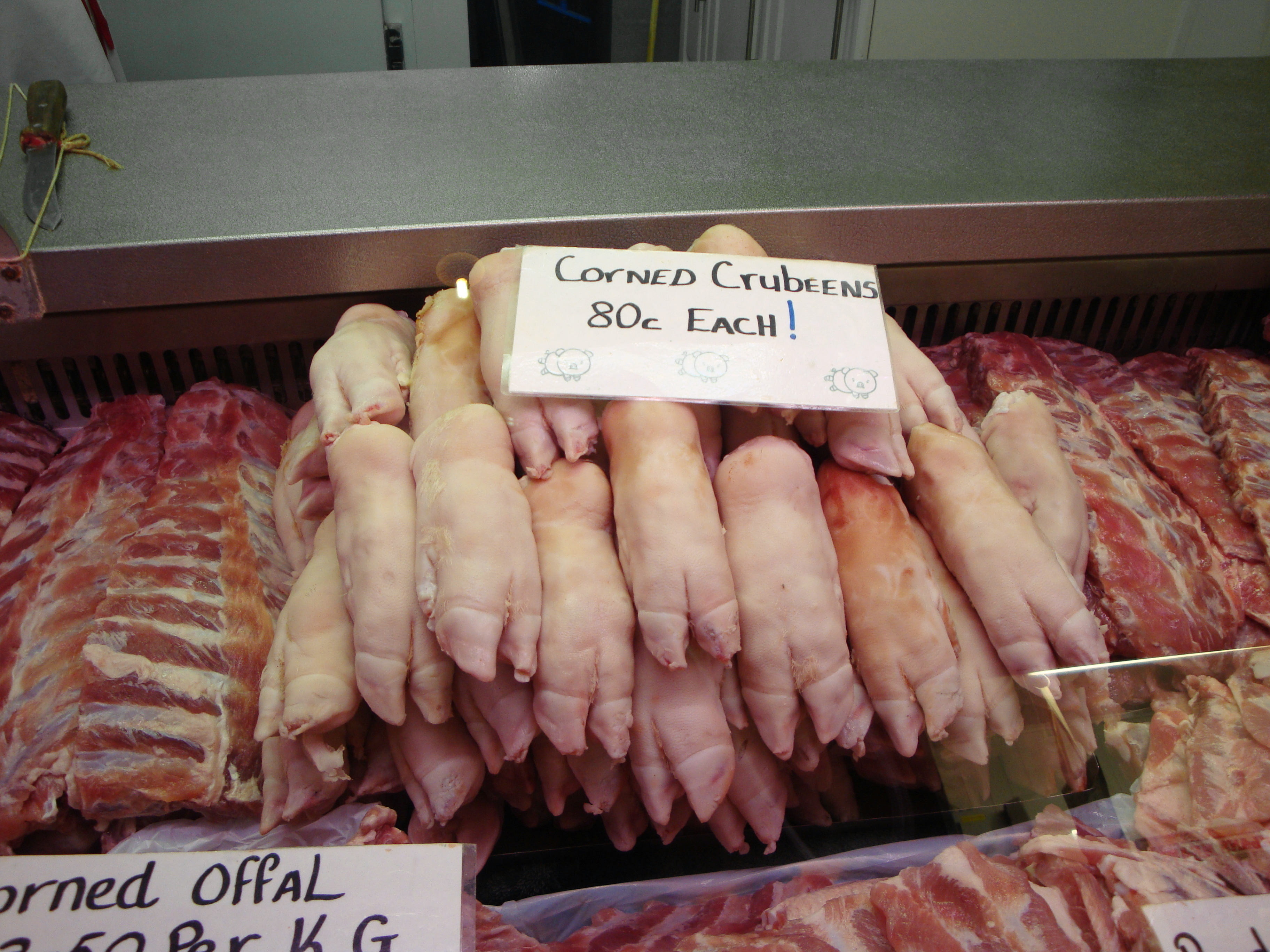
販売されているアイルランド風豚足

アイルランド風豚足(アイルランドふうとんそく、英語: crubeens、クラビーンズ、アイルランド語：crúibín、クルビーン)は、豚足を茹でたアイルランド料理である。伝統的には手を使いながら、トウモロコシを食べる時と同じ要領で食べる。仔豚が用いられることもあり、揚げたり焼いたりするほか、その他の調理法でも食される。
アイルランドの歌手リアム・クランシーは、ゴールウェイ・レースという曲の前奏部分でアイルランド風豚足に触れている部分があり、競馬の際に食べられる食品の一例として歌詞中で言及するバージョンもある。